# Luận tội Yoon Suk-yeol
Vào ngày 14 tháng 12 năm 2024, Yoon Suk Yeol, tổng thống thứ 13 của Hàn Quốc, đã bị Quốc hội Hàn Quốc luận tội. Phiên luận tội này này diễn ra để xét xử tuyên bố thiết quân luật của Yoon vào ngày 3 tháng 12 năm 2024, tuyên bố thiết quân luật này đã bị Quốc hội đảo ngược và chính thức vô hiệu sáu giờ sau đó vào ngày 4 tháng 12 năm 2024.
Thủ tướng Hàn Quốc Han Duck-soo đã đảm nhận vai trò quyền tổng thống trong khi chờ quyết định của Tòa án Hiến pháp về việc có chấp nhận luận tội hay không, ngoại trừ bản luận tội của chính ông vào ngày 27 tháng 12 năm 2024 cho đến khi ông được Tòa án Hiến pháp tuyên bố trắng án vào ngày 24 tháng 3 năm 2025, trong thời gian đó, phó thủ tướng thứ nhất Choi Sang-mok đã giữ chức quyền tổng thống.